# Zaječar
Zaječar (em cirílico: Зајечар) é uma vila da Sérvia localizada no município de Zaječar, pertencente ao distrito de Zaječar, na região de Timočka Krajina. A sua população era de 36830 habitantes segundo o censo de 2011.

## Demografia
| 1948  | 1953  | 1961  | 1971  | 1981  | 1991  | 2002  | 2011  |
| ----- | ----- | ----- | ----- | ----- | ----- | ----- | ----- |
| 11861 | 14489 | 18690 | 27599 | 36958 | 39625 | 39491 | 36830 |

## Clima
| Dados climatológicos para Zaječar (1981–2010) | Dados climatológicos para Zaječar (1981–2010) | Dados climatológicos para Zaječar (1981–2010) | Dados climatológicos para Zaječar (1981–2010) | Dados climatológicos para Zaječar (1981–2010) | Dados climatológicos para Zaječar (1981–2010) | Dados climatológicos para Zaječar (1981–2010) | Dados climatológicos para Zaječar (1981–2010) | Dados climatológicos para Zaječar (1981–2010) | Dados climatológicos para Zaječar (1981–2010) | Dados climatológicos para Zaječar (1981–2010) | Dados climatológicos para Zaječar (1981–2010) | Dados climatológicos para Zaječar (1981–2010) | Dados climatológicos para Zaječar (1981–2010) |
| Mês                                           | Jan                                           | Fev                                           | Mar                                           | Abr                                           | Mai                                           | Jun                                           | Jul                                           | Ago                                           | Set                                           | Out                                           | Nov                                           | Dez                                           | Ano                                           |
| --------------------------------------------- | --------------------------------------------- | --------------------------------------------- | --------------------------------------------- | --------------------------------------------- | --------------------------------------------- | --------------------------------------------- | --------------------------------------------- | --------------------------------------------- | --------------------------------------------- | --------------------------------------------- | --------------------------------------------- | --------------------------------------------- | --------------------------------------------- |
| Temperatura máxima recorde (°C)               | 23,0                                          | 25,1                                          | 28,4                                          | 34,2                                          | 35,7                                          | 40,4                                          | 44,7                                          | 41,7                                          | 38,4                                          | 32,3                                          | 28,4                                          | 24,6                                          | 44,7                                          |
| Temperatura máxima média (°C)                 | 4,7                                           | 7,0                                           | 12,1                                          | 18,1                                          | 23,6                                          | 27,3                                          | 29,7                                          | 29,6                                          | 24,4                                          | 17,8                                          | 10,0                                          | 5,1                                           | 17,4                                          |
| Temperatura média (°C)                        | −0,2                                          | 1,2                                           | 5,9                                           | 11,4                                          | 16,8                                          | 20,4                                          | 22,4                                          | 21,7                                          | 16,6                                          | 10,8                                          | 4,8                                           | 0,7                                           | 11,0                                          |
| Temperatura mínima média (°C)                 | −4,2                                          | −3,4                                          | 0,3                                           | 4,7                                           | 9,5                                           | 12,7                                          | 14,2                                          | 13,9                                          | 9,9                                           | 5,4                                           | 0,7                                           | −2,9                                          | 5,1                                           |
| Temperatura mínima recorde (°C)               | −29,0                                         | −23,5                                         | −17,5                                         | −6,5                                          | −1,5                                          | 2,9                                           | 5,0                                           | 5,1                                           | 0,0                                           | −8,8                                          | −15,4                                         | −22,2                                         | −29,0                                         |
| Precipitação (mm)                             | 38,4                                          | 39,8                                          | 40,6                                          | 53,2                                          | 52,5                                          | 58,1                                          | 56,3                                          | 43,9                                          | 44,3                                          | 48,0                                          | 52,3                                          | 54,0                                          | 581,4                                         |
| Dias com precipitação (0.1 mm)                | 11                                            | 10                                            | 11                                            | 12                                            | 12                                            | 10                                            | 8                                             | 7                                             | 8                                             | 9                                             | 11                                            | 12                                            | 122                                           |
| Umidade relativa (%)                          | 79                                            | 75                                            | 71                                            | 69                                            | 69                                            | 68                                            | 64                                            | 66                                            | 71                                            | 78                                            | 81                                            | 82                                            | 73                                            |
| Insolação (h)                                 | 71,7                                          | 92,2                                          | 129,3                                         | 165,7                                         | 223,4                                         | 254,1                                         | 286,5                                         | 266,4                                         | 188,0                                         | 125,8                                         | 72,9                                          | 55,9                                          | 1 932,0                                       |
| Fonte:                                        |                                               |                                               |                                               |                                               |                                               |                                               |                                               |                                               |                                               |                                               |                                               |                                               |                                               |